# Кулика
Кулика — хутор в Красноармейском районе Краснодарского края. Входит в состав Трудобеликовского сельского поселения.

## Население
| 2002 | 2010 |
| ---- | ---- |
| 189  | ↘166 |

### Улицы
- ул. Зелёная,
- ул. Тихая.